# Mirití-Paraná
Miriti-Paraná is een gemeente in het Colombiaanse departement Amazonas. De gemeente telt 1571 inwoners (2005). De gemeente is slechts per boot te bereiken; over de rivieren Caquetá en Mirití.
El Encanto · La Chorrera · La Pedrera · La Victoria · Leticia · Mirití-Paraná · Puerto Alegría · Puerto Arica · Puerto Nariño · Puerto Santander · Tarapacá